# 184778 Kevinoberheim
184778 Kevinoberheim è un asteroide della fascia principale. Scoperto nel 2005, presenta un'orbita caratterizzata da un semiasse maggiore pari a 2,7310881 au e da un'eccentricità di 0,0452115, inclinata di 6,59974° rispetto all'eclittica.